# Zülfiye Kaykin

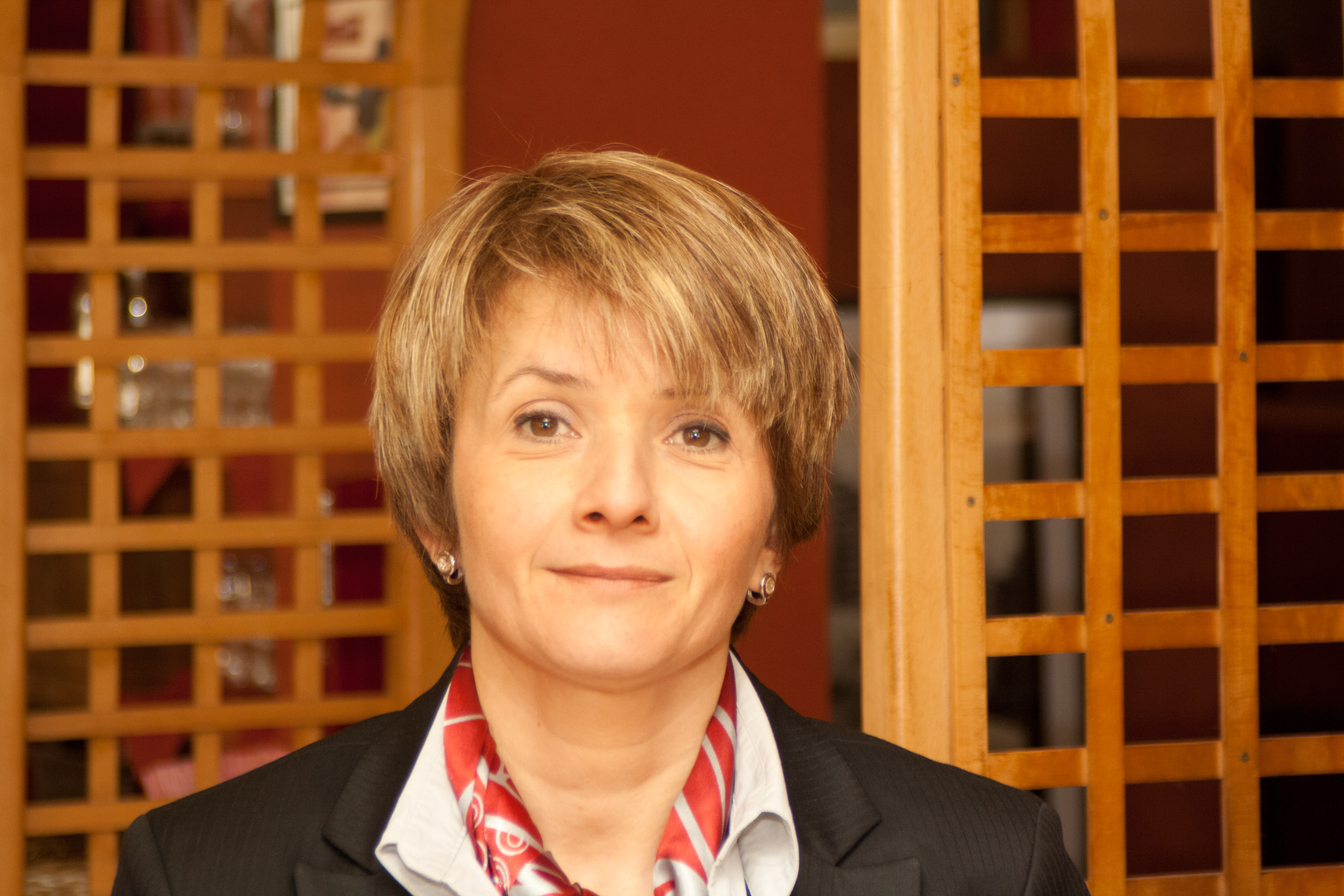
Zülfiye Kaykin (2010)

Zülfiye Kaykin (* 21. Dezember 1968 in Denizli, Türkei) ist eine deutsche Politikerin (SPD) und war von Juli 2010 bis September 2013 Staatssekretärin für Integration beim Minister für Arbeit, Integration und Soziales des Landes Nordrhein-Westfalen.

## Leben

### Schulischer und beruflicher Werdegang
Zülfiye Kaykin wuchs zunächst im türkischen Denizli – unweit der Kreideterrassen von Pamukkale – auf. Ihr Vater arbeitete seit Ende der 1960er Jahre als Stahlarbeiter bei Thyssen in Duisburg-Marxloh. Als Zülfiye Kaykin 9 Jahre alt war, zog ihre Mutter mit ihr und ihren beiden Geschwistern dem Vater nach Deutschland nach. In Duisburg besuchte sie zunächst eine spezielle Schulvorbereitungsklasse für ausländische Kinder. 1985 schloss sie ihre Schulausbildung mit Erreichen der Mittleren Reife an einer Hauptschule ab. Danach absolvierte sie eine Ausbildung zur Einzelhandelskauffrau und war bis 2003 in diesem Beruf tätig, zuletzt als Verkaufsstellenleiterin eines Schuhladens.
Nach zweijähriger Familienzeit war sie von 2005 bis Mai 2010 als hauptamtliche Geschäftsführerin der Begegnungsstätte an der DITIB-Merkez-Moschee in Duisburg-Marxloh tätig.

### Politische und gesellschaftliche Tätigkeiten
Kaykin ist seit 1994 Mitglied der SPD (Ortsverein Duisburg-Röttgersbach). Von 2008 bis Februar 2010 gehörte sie dem SPD-Unterbezirksvorstand Duisburg, von 2011 bis 2013 dem Bundesvorstand der Partei an. Seit 1999 ist sie Sachkundige Einwohnerin im Jugendhilfeausschuss der Stadt Duisburg. Von 1999 bis 2001 war sie Vorsitzende des Runden Tischs Marxloh. Sie ist Initiatorin des Elternvereins ELIF e. V. und war dessen Vorsitzende von 2000 bis 2003. Von 2001 bis 2002 war sie Mitglied des Vorstands des Duisburger Stadtverbandes der DITIB. Von 2002 bis 2005 war sie Koordinatorin des integrativen Moscheeprojektes Zusammenleben. Außerdem war Kaykin Mitglied der 14. Bundesversammlung.
Vom 16. Juli 2010 bis 10. September 2013 war sie Staatssekretärin für Integration im Ministerium für Arbeit, Integration und Soziales des Landes Nordrhein-Westfalen. Nachdem die Staatsanwaltschaft Duisburg im September 2013 einen Strafbefehl gegen Frau Kaykin beantragt hatte, schlug Ministerpräsidentin Hannelore Kraft – im Einvernehmen mit dem zuständigen Minister Guntram Schneider – dem Kabinett die Entlassung Kaykins aus dem Amt als Staatssekretärin vor. Das Kabinett folgte am 10. September 2013 diesem Vorschlag.

## Kritik
Einem Bericht des Spiegel zufolge habe eine interne Untersuchung des Ditib in der Marxloher Moschee finanzielle Unregelmäßigkeiten festgestellt, die in den Zeitraum von Kaykins Geschäftsführung fielen. Sowohl Kaykin als auch der Ditib bestritten die Vorwürfe als haltlos und unbegründet. Nach Kaykins Ausscheiden aus der Begegnungsstätte war die Beratungsstelle mit 230.000 Euro verschuldet. Am 6. März 2012 leitete die Staatsanwaltschaft Duisburg ein Ermittlungsverfahren gegen Kaykin wegen Anfangsverdachts zu Sozialversicherungsbetrug in der Begegnungsstätte an der Moschee ein. Die CDU forderte, Kaykin solle ihr Regierungsamt so lange ruhen lassen, bis die Staatsanwaltschaft die Ermittlungen gegen sie abgeschlossen hat. Laut damaligem NRW-Arbeits- und Integrationsminister Guntram Schneider reichten die bis dato bekannt gewordenen Vorwürfe nicht aus, die Amtsführung der Staatssekretärin einzuschränken oder sie aus ihrem Amt zu entlassen. Kaykin übte deshalb ihr Amt weiterhin aus. Nach Auffassung der Ermittler stehe es „unzweifelhaft“ fest, dass es eine „schwarze Kasse“ unter Kaykins Verantwortung gegeben habe. Den Ermittlern liegen weitere belastende Aussagen der ehemaligen Buchhalterin von Kaykin, sowie der damaligen Vorstandschefin des Trägervereins der Begegnungsstätte vor, die beide die Existenz der schwarzen Kasse einräumen. Den Aussagen zufolge wurden aus der schwarzen Kasse Aushilfskräfte und Mitarbeiter der Begegnungsstätte an der Steuer vorbei bezahlt. Ein Mitarbeiter habe zudem Sozialhilfe nach SGB II bezogen. Die Buchhalterin sagte vor der Staatsanwaltschaft aus, dass die Belege für die Schwarzkasse auf Hinweis der Prüfer der türkischen Religionsanstalt DITIB Ende 2009 vernichtet worden seien, weil sonst die Gefahr gedroht habe, dass führende Mitarbeiter der Begegnungsstätte ins Gefängnis hätten gehen müssen.  Am 4. September 2013 gab Hannelore Kraft die Entlassung von Zülfiye Kaykin bekannt. Im März 2014 wurde bekannt, dass Kaykin eine Geldstrafe von 6000 Euro akzeptierte, um sich und ihrer Familie die Belastung einer öffentlichen Hauptverhandlung zu ersparen.

## Mitgliedschaften
Kaykin ist Mitglied folgender Organisationen:
- DITIB Bildungs- und Begegnungsstätte e. V.
- DITIB Merkez Moschee Duisburg
- Elterninitiative ELIF e. V.
- Phönix e. V.
- Zebrakids e. V.

## Ehrungen
- 2004: Preis für Toleranz und Zivilcourage des Bündnisses für Toleranz und Zivilcourage in Duisburg.
- 2007: Bundesverdienstkreuz am Bande für ihren Einsatz um „die Verständigung von Menschen mit unterschiedlicher Herkunft, Religion und Hautfarbe“.